# アコースティック・キティー
アコースティック・キティー（英語:Acoustic Kitty）とは、1960年代に行われたアメリカの中央情報局（CIA）の計画。
ネコをスパイ活動に利用しようとした計画であるが、初任務でネコが事故死するなどして計画は中止された。

## 概要
この計画で使用されたネコには、小型マイクと電池、さらに尻尾部分にはアンテナが埋め込まれた。また、ネコが注意散漫になること（任務を忘れネズミを追いかけてしまう等）を防ぐため、ネコにはあらかじめ、空腹を感じなくするための手術が施された。手術等に費やした諸費用は、約1,000万ドルだったといわれている。
最初の任務は、ワシントンD.C.ウィスコンシン大通りにあったソビエト連邦大使館近くの公園で行われた。任務の内容は、ベンチに座っている二人の人物の会話を盗聴してくる、というものだった。しかしネコは放たれた直後、通りかかったタクシーに轢かれ死亡した。結局この計画は失敗に終わり、予算をただ浪費しただけだと結論付けられた。目標のすぐ近くから放たれた場合には一定の成功をみたものの、実際の諜報活動において工作員が目標の至近距離までネコを連れて行くのは困難であり、あまりにも実用性に欠けると判断された。
2001年9月、「情報公開法」（FOIA＝en:Freedom of Information Act (United States)）に基づき新たに40あまりのCIA関係文書が公開された。その際に公開された文書の一つによって、この計画は公の知るところとなった。ネコを盗聴に利用する計画の概要を報告したその文書の最後は、次のように締めくくられている。伏せられている●●内には人名が入るが、誰なのかについては公開されていない。

## 日本のメディア
株式会社KADOKAWAが出版した『なんでこうなった!? 誰が考えた!? 世界の珍兵器大全』では、「アコースティック・キティ」とカタカナ表記している。一迅社が出版した『笑うウィキペディア』では『聞き耳ネコちゃん』と紹介されているが、Wikipediaの当項目の初版の項目名の引用である。また、その項目も執筆者の意訳が含まれた典拠がない名称である。